# 석회암

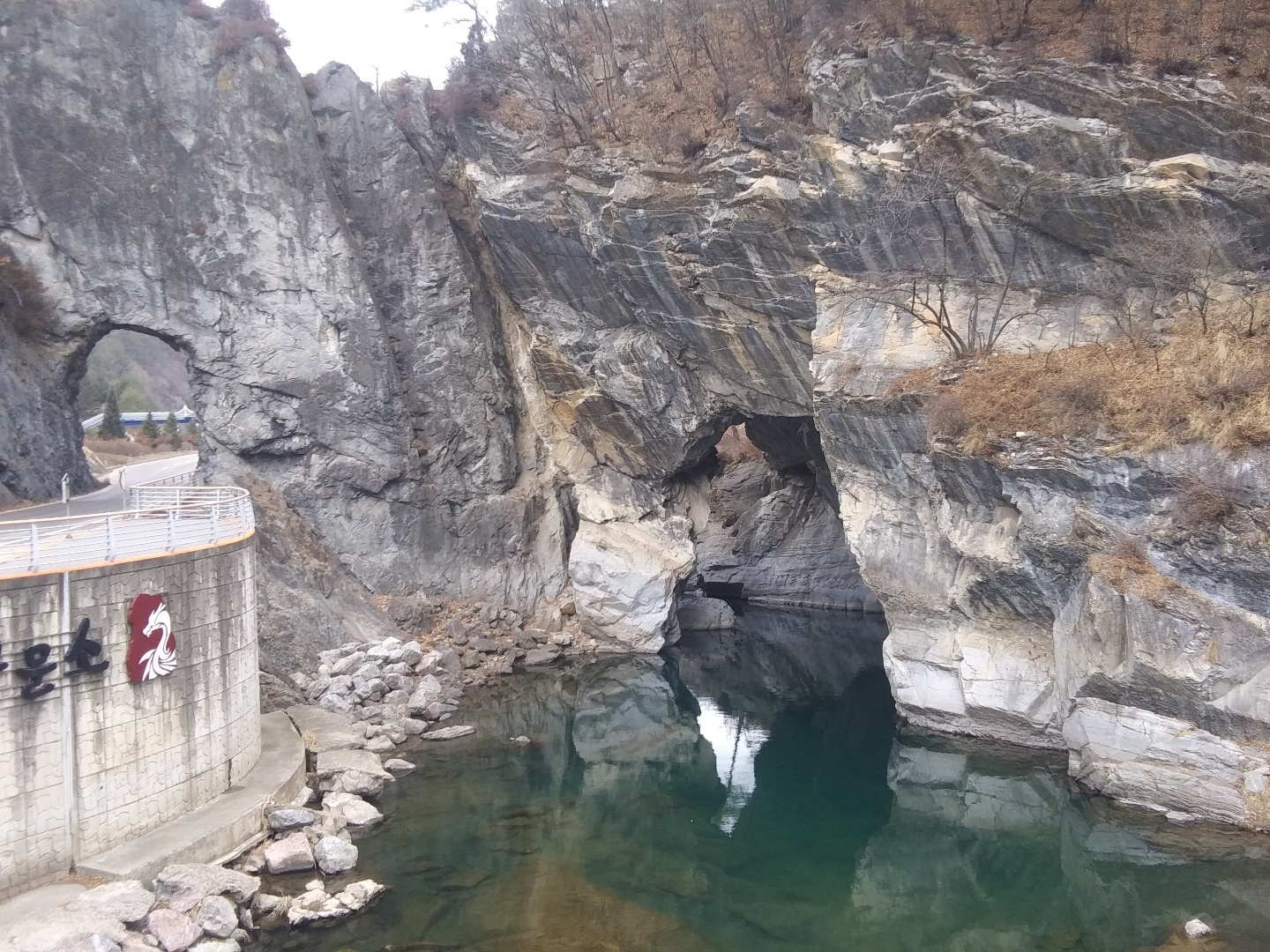
조선 누층군 막골층 석회암으로 구성된 구문소

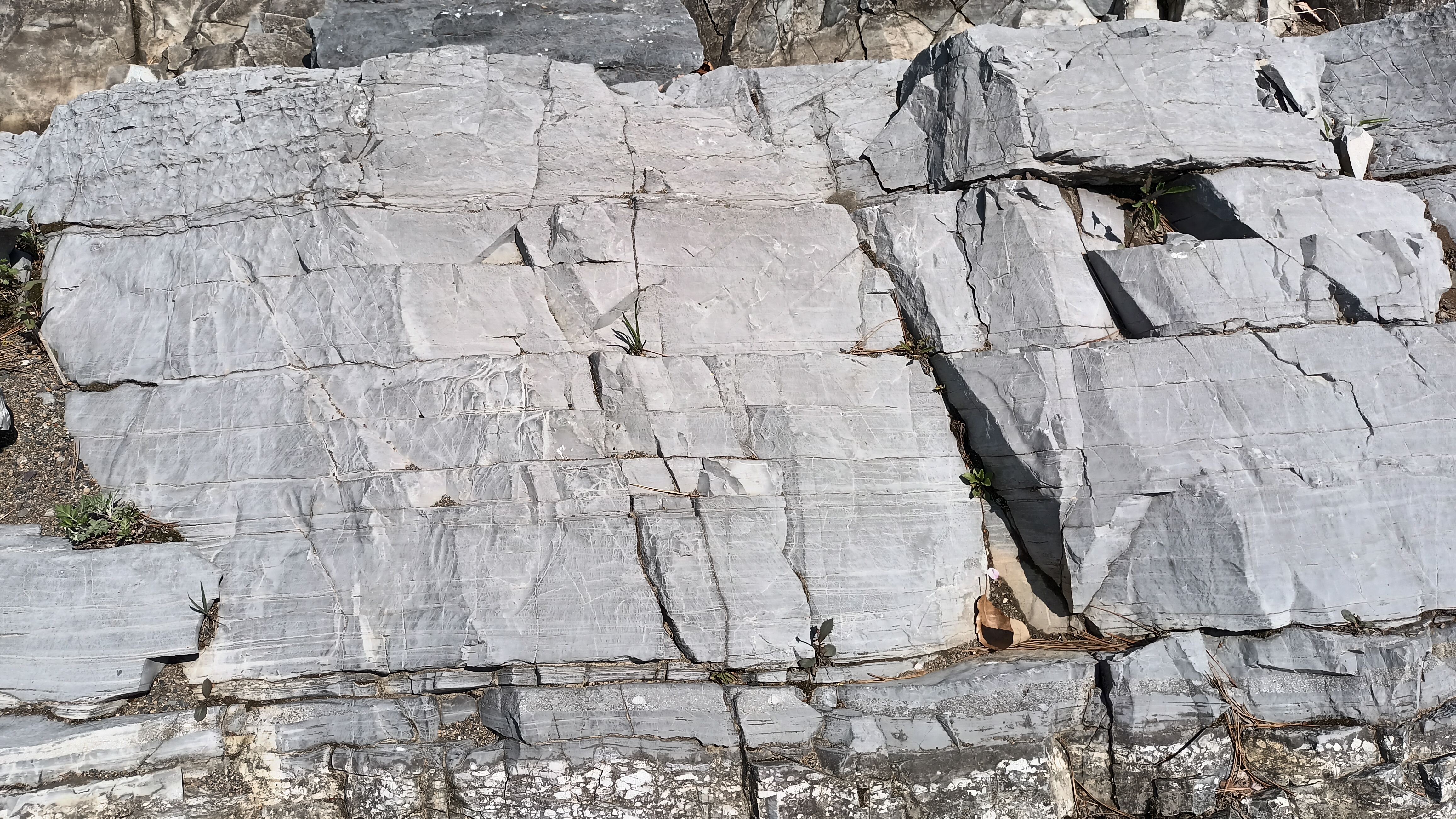
조선 누층군 막골층의 석회암

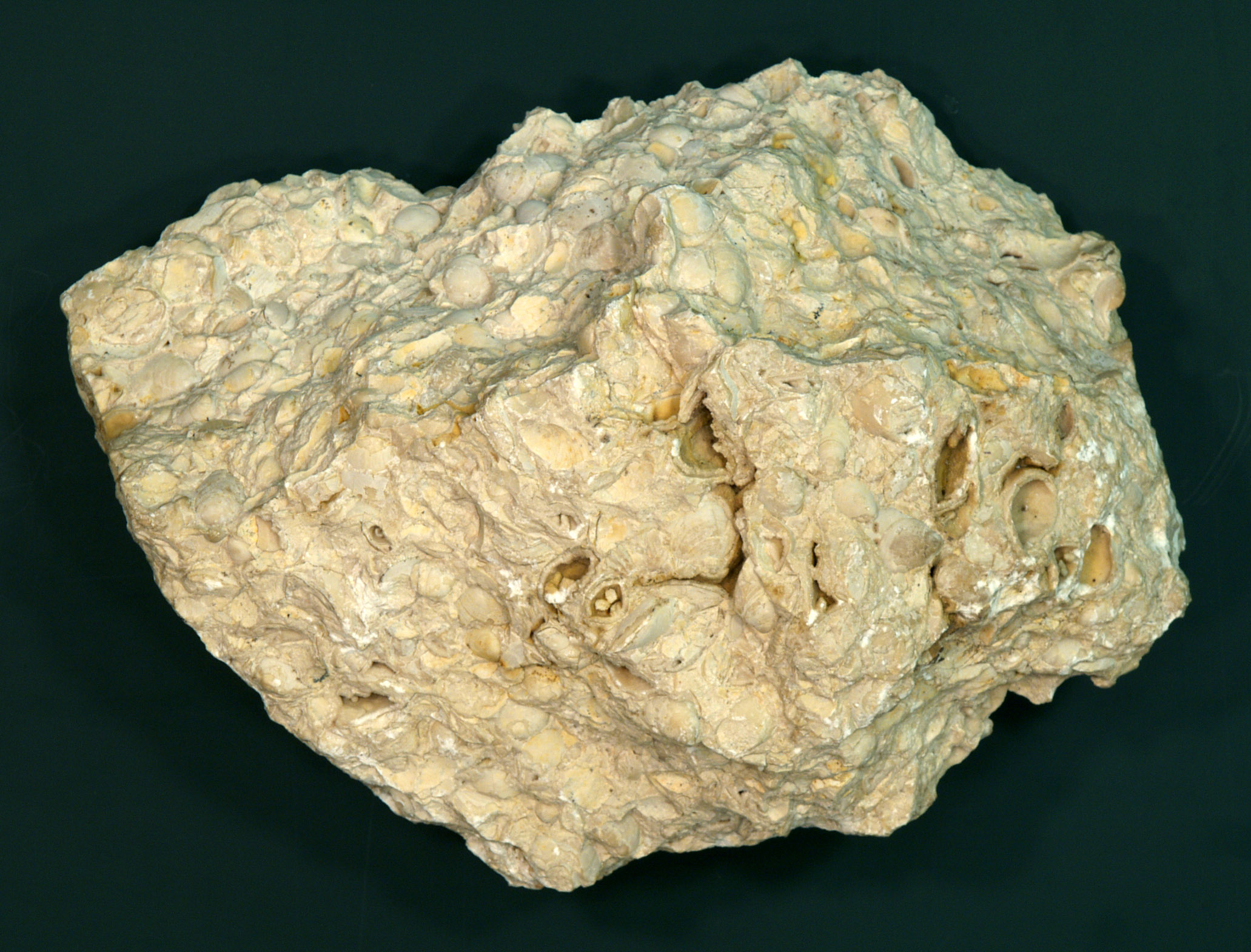
석회암

석회암(石灰岩, limestone)은 주로 탄산칼슘 성분으로 이루어진 퇴적암이다. 석회석(石灰石)이라고도 한다. 한국에서는 조선 누층군에서 다량 산출된다.

## 개요
탄산칼슘으로 구성되어 있으며, 생성원인에 따라 유기적 퇴적암과 화학적 퇴적암으로 구별할 수 있다. 암석의 대부분은 방해석으로 되어있어 염산과 반응하면 이산화탄소를 발생시키고, 유기적 석회암은 탄산칼슘으로 몸의 껍질을 만드는 생물들의 사체로부터 만들어진다. 대표적인 생물로는 산호, 석회질조류, 석회질 플랑크톤 따위가 있다. 따라서 유기적 석회암에서는 많은 화석이 발견되는 경우가 있으며, 탄산칼슘이 과포화되어있는 환경에서는 침전에 의해 석회암이 형성되기도 한다. 대부분 회색이지만 흰색에서 검은색 사이의 모든 색이 나타난다. 조각하기 쉽기 때문에 건축용 석재로 많이 쓰이며, 광택이 별로 중요하지 않은 건축물의 기둥을 고정하는 아랫부분이나 벽을 만드는 데도 쓰인다.
그 밖에 폐기가스와 폐수를 정화하는 데 쓰이기도 하고, 석회를 만들거나 철광석을 제련하는 데 쓰인다.

## 한국
대한민국의 석회암은 주로 옥천 습곡대에 분포하는 고생대 지층 조선 누층군 내의 석회암 지층인 풍촌 석회암층, 막동 석회암층, 두위봉층 중에서 산출된다. 고생대 석회암이 채굴되는 지역으로는 삼척시, 태백시, 영월군, 단양군 등이 있다. 한국의 경우에는 약 206억 톤이 매장(3000년 분이라고 한다.)되어 있어 시멘트를 만드는 데 많이 채광, 사용한다.

## 같이 보기
- 조선 누층군
  - 풍촌 석회암층
  - 와곡층
  - 막동 석회암층
  - 두위봉층
- 삼척시의 지질
- 영월군의 지질
- 단양군의 지질
- 문경시의 지질
- 백악
- 분필
- 탄산 칼슘
- 대리암
- 돌로마이트